# Covert Coup
Covert Coup è un album in studio collaborativo del rapper statunitense Curren$y e del produttore discografico statunitense The Alchemist, pubblicato nel 2011.

## Tracce
1. BBS – 2:27
2. The Type (featuring Prodigy) – 4:59
3. Blood, Sweat & Gears (featuring Fiend) – 3:21
4. Life Instructions (featuring Smoke DZA) – 2:25
5. Smoke Break – 2:23
6. Scottie Pippen (featuring Freddie Gibbs) – 3:07
7. Ventilation – 2:18
8. Double 07 – 2:09
9. Success Is My Cologne – 2:09
10. Full Metal – 2:39